# Johnny Albertsen
Johnny Albertsen (ur. 13 sierpnia 1977 w Værløse) – duński narciarz alpejski, uczestnik Zimowych Igrzysk Olimpijskich 1994 w Lillehammer i Zimowych Igrzysk Olimpijskich 2010 w Vancouver.
Albertsen w wieku 16 lat zadebiutował w 1994 na zimowych igrzyskach olimpijskich w Lillehammer. Wystartował tam w slalomie gigancie, lecz nie dojechał do mety drugiego przejazdu. Jego najlepszym wynikiem na zimowych igrzyskach olimpijskich jest zajęcie 40. miejsca w supergigancie w 2010 w Vancouver.
Albertsen 6 razy brał udział w mistrzostwach świata w narciarstwie alpejskim. Jego najlepszym miejscem zajętym na tych zawodach było 30. w 2005 roku w Bormio w supergigancie.
Wziął też udział w kilku konkursach Pucharu Świata w narciarstwie alpejskim, lecz nigdy nie wszedł do serii finałowej.

## Osiągnięcia

### Zimowe igrzyska olimpijskie
| Igrzyska         | Konkurencja   | Czas    | Wynik |
| ---------------- | ------------- | ------- | ----- |
| Lillehammer 1994 | Slalom gigant | –       | DNF   |
| Vancouver 2010   | Zjazd         | 2:00,12 | 53.   |
| Vancouver 2010   | Supergigant   | 1:35,69 | 42.   |

### Mistrzostwa świata
| Mistrzostwa        | Konkurencja   | Czas    | Wynik |
| ------------------ | ------------- | ------- | ----- |
| Sierra Nevada 1996 | Zjazd         | 2:06.50 | 47.   |
| Sierra Nevada 1996 | Supergigant   | 1:27,72 |       |
| Sestriere 1997     | Zjazd         | 1:57.78 | 36.   |
| Sestriere 1997     | Supergigant   | 1:36,79 | 48.   |
| St. Anton 2001     | Slalom gigant | –       | DNF   |
| St. Anton 2001     | Supergigant   | 1:27,62 | 42.   |
| St. Moritz 2003    | Slalom gigant | 2:59,38 | 45.   |
| St. Moritz 2003    | Supergigant   | –       | DNF.  |
| Bormio 2005        | Supergigant   | 1:30,45 | 30.   |
| Åre 2007           | Supergigant   | –       | DNF   |